# Oleksandrivka, Voznesensk
Oleksandrivka (în ucraineană Олександрівка) este o așezare de tip urban din raionul Voznesensk, regiunea Mîkolaiiv, Ucraina. În afara localității principale, mai cuprinde și satele Trîkratne și Veselîi Rozdol.

## Demografie
Componența lingvistică a așezării de tip urban Oleksandrivka
     Ucraineană (93,1%)
     Rusă (4,73%)
     Română (1,68%)
     Alte limbi (0,37%)
Conform recensământului din 2001, majoritatea populației așezării de tip urban Oleksandrivka era vorbitoare de ucraineană (93,1%), existând în minoritate și vorbitori de rusă (4,73%) și română (1,68%).